# マグヌス・モーアン
マグヌス・モーアン（Magnus Hovdal Moan、1983年8月26日 - ）は、ノルウェー、リレハンメル出身のノルディック複合選手。

## プロフィール
モーアンはリレハンメル生まれで2歳の時にトロンハイムに移り住んだ。現在Byåsen ILクラブに所属し、オフシーズンはDoka Norge A/Sで働いている。この会社はDoka Austria.の姉妹会社で、建設型枠材料の販売・リースを行っている。
2002/03シーズンにワールドカップにデビューするが30位代の成績でこのときは定着できなかった。
翌2003/04シーズンは開幕から定着して2004年1月2日のライト・イム・ヴィンクルでワールドカップ初優勝。総合8位となった。
2005年の世界選手権で団体金メダル、個人スプリント銀メダルを獲得。このシーズンのワールドカップ総合5位となった。
2006年のトリノオリンピックでは2個のメダルを獲得した。
2月11日の個人グンダーセン前半ジャンプ、モーアンは97.5mと97mを飛び237.5ポイントを獲得した。ジャンプで首位に立ったゲオルク・ヘティッヒ（ドイツ）から1分40秒遅れで後半クロスカントリーをスタートすることとなった。15kmを39分44秒6で走り切り、優勝したヘティッヒから16秒2遅れて同僚ペッテル・タンデとの写真判定の末銅メダルを獲得した。
2月21日、個人スプリントではオーストリアのフェリックス・ゴットワルトに次ぐ銀メダルを獲得した。
このシーズンのワールドカップでは総合2位となった。
2007年の世界選手権では個人スプリントと団体で銀メダル2個を獲得、2009年の世界選手権では団体銅メダルを獲得した。
2008/09シーズンのワールドカップでは7勝をあげて総合2位（自己最高位）となった。
2010年のバンクーバーオリンピックでは個人ノーマルヒル/10km9位、個人ラージヒル/10kmで15位、団体で5位に終わった。
自国開催の2011年ノルディックスキー世界選手権では個人ノーマルヒル/10km14位、個人ラージヒル/10km棄権、団体ノーマルヒル、団体ラージヒルともに銅メダルと母国の期待には十分答えられなかった。
ワールドカップでは同シーズン終了時点で通算18勝（2位8回、3位11回）をあげている。2005年のホルメンコーレンスキー大会で優勝、またノルウェー選手権では2004年にグンダーセンとスプリントの2冠になっている。